# ŠK Slovan Bratislava
El ŠK Slovan Bratislava és un club de futbol eslovac, de la ciutat de Bratislava. Va ser fundat el 1919 i actualment juga a la primera divisió de la lliga eslovaca. Anteriorment també es va anomenar "NV Bratislava" i "ŠK Bratislava".

## Història
El major èxit de l'Slovan Bratislava va ser consecució del títol de la Recopa d'Europa de 1969, en la final disputada el 21 de maig a Basilea front el FC Barcelona, amb resultat de 3:2.
Evolució del nom:
- 1919: 1. ČsŠK Bratislava
- 1939: ŠK Bratislava
- 1948: ZSJ Sokol NV Bratislava
- 1952: ZJ Slovan NV Bratislava
- 1954: ÚNV Slovan Bratislava
- 1961: fusió amb el TJ Dimitrov Bratislava esdevenint TJ Slovan ChZJD Bratislava
- 1990: ŠK Slovan Bratislava

## Palmarès[4]

### Tornejos nacionals
- Lliga eslovaca (14) (des de 1993): 1994, 1995, 1996, 1999, 2009, 2011, 2013, 2014, 2019, 2020, 2021, 2022, 2023, 2024.
- Antiga lliga eslovaca (4) (1939 - 1944): 1940, 1941, 1942, 1944
- Copa d'Eslovàquia (17): 1970, 1972, 1974, 1976, 1982, 1983, 1989, 1994, 1997, 1999, 2010, 2011, 2013, 2017, 2018, 2020, 2021.
- Supercopa d'Eslovàquia (4): 1993, 1994, 1996, 2009, 2014.
- Lliga txecoslovaca (8) (1945 - 1992): 1949, 1950, 1951, 1955, 1970, 1974, 1975, 1992
- Copa txecoslovaca (5): 1962, 1963, 1968, 1974, 1982

### Tornejos internacionals
- Recopa d'Europa (1): 1969
- Copa Intertoto (9): 1968, 1970, 1972, 1973, 1974, 1977, 1990, 1992, 1994.

## Jugadors històrics
- Jozef Adamec
- Ján Čapkovič
- Jozef Čapkovič
- Peter Dubovský
- Koloman Gögh
- Karol Jokl
- László Kubala
- Marián Masný
- Ladislav Móder
- Anton Ondruš
- Ján Pivarník
- Ján Popluhár
- Ján Švehlík
- Dušan Tittel
- Jozef Vengloš